# Ditassa pedunculata
Ditassa pedunculata är en oleanderväxtart som beskrevs av Gustaf Oskar Andersson Malme. Ditassa pedunculata ingår i släktet Ditassa och familjen oleanderväxter. Inga underarter finns listade i Catalogue of Life.